# Георги Узунов (революционер)
Вижте пояснителната страница за други личности с името Георги Узунов.
Георги Иванов Узунов, известен като Дядо Петър, е български хайдутин и революционер, войвода на Вътрешна македоно-одринска революционна организация и Върховния македоно-одрински комитет в Тракия.

## Биография
Георги Узунов е роден в 1852 година във валовищкото село Хаджи бейлик или в Баракли Джумая, тогава в Османската империя, днес Виронея, Гърция. Остава без образование. Влиза в хайдушката чета на Стойо Костов, с която участва в Четническата акция на Македонски комитет. В 1899 година влиза в четата на Вълчо Сарафов, от 1901 година е в четата на Вълчо Андонов. Изпълнява терористични задачи.
През август 1902 година влиза като четник на ВМОРО в Гюмюрджинско с четата на Константин Антонов.
През юли 1903 година с четата на Константин Нунков заминава за Тракия, където е определен за войвода в Софлийско. По-късно е в четата на Тане Николов в Тракия и на Дончо Златков в Петричко.